# سيمون بايلز
سيمون آريان بايلز (مواليد 14 مارس 1997) 
لاعبة جمباز فني أمريكية شاركت في مسابقة الفردي جميع الأجهزة في الألعاب الأولمبية الصيفية 2016 وحصلت على الميدالية الذهبية. كما فازت ببطولة جميع الأجهزة في بطولة العالم للجمباز ثلاث مرات أعوام 2013، 2014، 2015. فازت ببطولة العالم ثلاث مرات في مسابقة الحركات الأرضية أعوام 2013، 2014، 2015، وبطولة عارضة التوازن مرتين أعوام 2014 و2015، وبطولة الولايات المتحدة الوطنية في الجمباز أربع مرات في الأعوام 2013، 2014، 2015، 2016 وهي عضو في الفريق الأمريكي الذي فاز بذهبية الفرق في بطولة العالم للجمباز الفني أعوام 2014 و2015 وميدالية الفرق في الألعاب الأولمبية الصيفية 2016 في ريو دي جانيرو، البرازيل.
سيمون هي أول امرأة تفوز بلقب بطولة العالم في مسابقة جميع الأجهزة ثلاث مرات متتالية، علماً بأن سفيتلانا خوركينا تحمل نفس اللقب ثلاث مرات لكنها لم تكن متتالية حيث فازت أعوام 1997، 2001، 2003 سيمون هي أكثر لاعبة جمباز أمريكية تزينت بالذهب في تاريخ بطولات العالم حيث حصدت أربع عشرة ميدالية بينها عشر ذهبيات.
سيمون بايلز عضوة في منتخب الولايات المتحدة الأولمبي 2016 الذي حصل على ذهبية الفرق في أولمبياد ريو دي جانيرو 2016؛ ضم الفريق أيضاً غابريلا دوغلاس حاملة ذهبية أولمبياد 2012 مسابقة جميع الأجهزة وألكساندرا ريزمان حاملة ذهبية الحركات الأرضية، وماديسون كوتشيان حاملة ذهبية بطولة العالم 2015 في مسابقة المتوازي مختلف الارتفاعات، ولوري هيرنانديز ذات الـ16 عاماً.
وفي أولمبياد باريس 2024 حصدت سيمون ميداليتها الذهبية الأولمبية الخامسة بعد فوزها في نهائي منافسات فرق السيدات للجمباز كما أحرزت ذهبية منافسات كل الأجهزة للسيدات لتضيف الميدالية الأولمبية السادسة في رصيدها.

## حياتها الشخصية
ولدت سيمون أريان بايلز في 14 آذار (مارس) 1997، في كولومبوس (أوهايو). بسبب إدمانها على الكحول والمخدرات، لم تكن والدتها قادرة على العناية بها بوجود أطفال غيرها وهم بنت أكبر من سيمون بسبع سنوات وولد أكبر منها بخمس سنوات وبنت أصغر بسنتين. انتقلت رعاية الأطفال إلى الجد والجدة «رونالد» و«نيلي» بايلز عام 2000 في ضاحية سبرينغ (تكساس) في هيوستن. عام 2003، تبنّى الزوجان أصغر طفلين رسمياً، سيمون وأديرا، وتبنت شقيقة الجد الأطفال الأكبر سناً. 
كان جدّا سيمون مسؤولَين عنها وعن شقيقتها، كان رونالد من كليفلاند (أوهايو) أصلاً وكان حينها متقاعداً حيث كان يعمل ضابط تحكم إشارات هوائية، والجدة نيلي مهاجرة من بليز، 
وكانت مالكة مشاركة في خدمات تمريض في البيوت.
أنجزت سيمون بايلز تعليمها الثانوي كتعليم منزلي وتخرّجت صيف 2015. حصلت على قبول في جامعة كاليفورنيا (لوس أنجلوس) عام 2014، لكنها قررت تأجيل الالتحاق بالجامعة إلى ما بعد الألعاب الأولمبية الصيفية 2016.
بدأت بايلز ممارسة الجمباز لأول مرة عندما كان عمرها ست سنوات كجزء من الرحلة الميدانية اليومية المفروضة في جدول الرعاية. اقترح المدربون أن عليها مواصلة الجمباز. 
وسرعان ما سجلت سيمون في برنامج تدريب الجمباز الاختيار في بانونز جيمناستيك. 
بدأت التدريب مع المدربة إيمي بورمان في سن 8.
تنتمي سيمون إلى الكنيسة الرومانية الكاثوليكية.

## تاريخ المنافسات
| العام | المسابقة                                         | الفريق | AA     | منصة القفز (جمباز) | المتوازي مختلف الارتفاعات | عارضة التوازن | حركات أرضية (جمباز) |
| ----- | ------------------------------------------------ | ------ | ------ | ------------------ | ------------------------- | ------------- | ------------------- |
| 2011  | بطولة الولايات المتحدة الكلاسيكية للجمباز        |        |        | 5                  |                           |               | 5                   |
| 2011  | بطولة فيزا                                       |        | 14     | 7                  | 22                        | 10            | 12                  |
| 2012  | بطولة الولايات المتحدة الكلاسيكية للجمباز (صغار) |        | الأول  | الأول              |                           | 6             | الثاني              |
| 2012  | بطولة فيزا                                       |        | الثالث | الأول              | 6                         | 6             | 6                   |
| 2013  | كأس أمريكا للجمباز                               |        | الثاني |                    |                           |               |                     |
| 2013  | كأس مدينة جيسولو                                 | الأول  | الأول  | الأول              |                           | الأول         | الأول               |
| 2013  | USA-GER-ROM Tri-Meet                             | الأول  | الثاني |                    |                           |               |                     |
| 2013  | بطولة الولايات المتحدة الكلاسيكية للجمباز        |        |        |                    |                           | 7             | 8                   |
| 2013  | بطولة الولايات المتحدة الوطنية للجمباز           |        | الأول  | الثاني             | الثاني                    | الثاني        | الثاني              |
| 2013  | بطولة العالم للجمباز الفني 2013                  |        | الأول  | الثاني             | 4                         | الثالث        | الأول               |
| 2014  | بطولة الولايات المتحدة الكلاسيكية للجمباز        |        | الأول  | الأول              | 4                         | الأول         | الأول               |
| 2014  | بطولة الولايات المتحدة الوطنية للجمباز           |        | الأول  | الأول              | 4                         | الثاني        | الأول               |
| 2014  | كأس العالم للجمباز الفني 2014                    | الأول  | الأول  | الثاني             |                           | الأول         | الأول               |
| 2015  | كأس أمريكا للجمباز                               |        | الأول  |                    |                           |               |                     |
| 2015  | كأس مدينة جيسولو 2015                            | الأول  | الأول  | الأول              |                           | الأول         | الأول               |
| 2015  | بطولة الولايات المتحدة الكلاسيكية للجمباز        |        | الأول  | الأول              | 4                         | الأول         | الأول               |
| 2015  | بطولة الولايات المتحدة الوطنية للجمباز           |        | الأول  | الأول              | 5                         | الأول         | الثاني              |
| 2015  | بطولة العالم للجمباز الفني 2015                  | الأول  | الأول  | الثالث             |                           | الأول         | الأول               |
| 2016  | بطولة دول الباسيفيكي للجمباز 2016                | الأول  | الأول  |                    |                           |               |                     |
| 2016  | بطولة الولايات المتحدة الكلاسيكية للجمباز        |        |        |                    | 5                         | الأول         |                     |
| 2016  | بطولة الولايات المتحدة الوطنية للجمباز           |        | الأول  | الأول              | 4                         | الأول         | الأول               |
| 2016  | التصفيات                                         |        | الأول  | الأول              | 4                         | 4             | الأول               |
| 2016  | الجمباز في الألعاب الأولمبية الصيفية 2016        | الأول  | الأول  |                    |                           |               |                     |

## روابط خارجية
- سيمون بايلز على موقع IMDb (الإنجليزية)
- سيمون بايلز على موقع الموسوعة البريطانية (الإنجليزية)
- سيمون بايلز على موقع قاعدة بيانات الفيلم (الإنجليزية)
- سيمون بايلز على موقع الاتحاد الدولي للجمباز (licence) (الإنجليزية)
- سيمون بايلز على موقع الاتحاد الدولي للجمباز (biography) (الإنجليزية)
- سيمون بايلز على موقع الاتحاد الأمريكي للجمباز (الإنجليزية)
- سيمون بايلز على موقع اللجنة الأولمبية الدولية (الإنجليزية)
- سيمون بايلز على موقع أوليمبيديا (الإنجليزية)
- سيمون بايلز على موقع اللجنة الأولمبية والبارالمبية الأمريكية (الإنجليزية)